# بی‌حسی زهاری

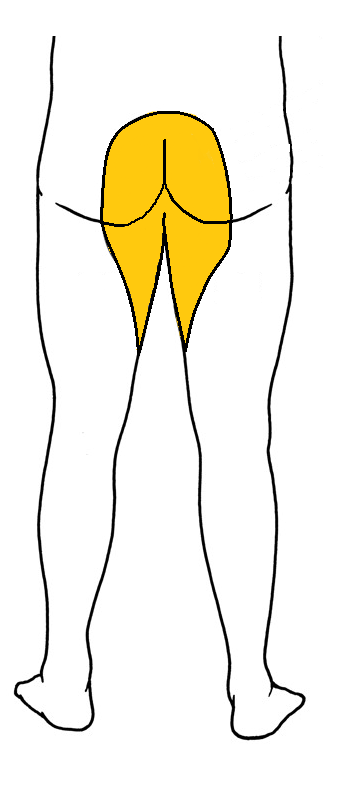
نمودار اندام تحتانی، نمای خلفی که ناحیه تقریبی "بی حسی زهاری" را نشان می دهد (هایلایت زرد)

بی‌حسی زِهاری (به انگلیسی: Pudendal anesthesia) که به آن انسداد زهاری یا انسداد زینی نیز گفته می‌شود، نوعی بی‌حسی موضعی است که معمولاً در عمل‌های پزشکی زایمان برای تسکین درد هنگام زایمان نوزاد با فورسپس انجام می‌شود. مسدود کردن عصب زهاری (پودندال) از غش در هنگام زایمان جلوگیری می‌کند. بی‌حسی با انسداد عصب زهاری در خار نشیمنگاهی ناحیه لگن خاصره ایجاد می‌شود. خار نشیمنگاهی سوراخ سیاتیک بزرگ و سوراخ سیاتیک کوچک را در ناحیه خروجی لگن از هم جدا می‌کند.
نام‌گذاری به عنوان انسداد زهاری به این دلیل است که یک بی‌حس کننده موضعی مانند لیدوکائین یا کلروپروکائین به مجرای زهاری که عصب زِهاری در آن جای دارد تزریق می‌شود. این کار باعث تسکین سریع درد در ناحیه میان‌دوراه، فرج و واژن می‌شود. انسداد زهاری معمولاً در مرحله دوم زایمان درست پیش از زایمان نوزاد ایجاد می‌شود. با پایین آمدن کودک از مجرای زایمان، این کار درد پیرامون مهبل و راست‌روده را تسکین می‌دهد. این کار همچنین پیش از انجام برش میان‌دوراه نیز مفید است. لیدوکائین معمولاً برای انسداد زهاری ترجیح داده می‌شود زیرا طول مدت آن بیشتر از کلروپروکائین است که معمولاً کمتر از یک ساعت طول می‌کشد.